# Corneta acústica

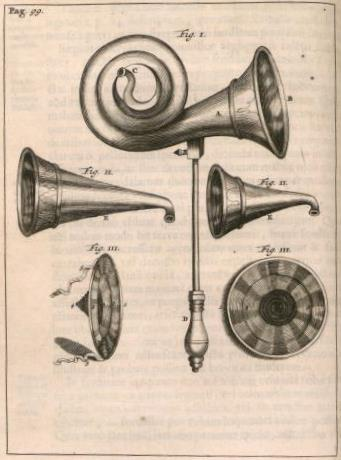
Um desenho do século XVIII de cornetas acústicas.

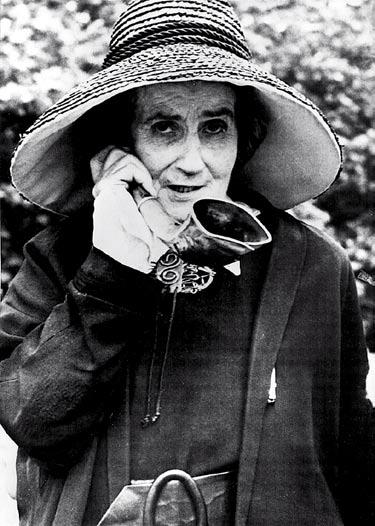
Madame de Meuron usando uma corneta acústica.

Trombeta ou Corneta acústica são aparelhos tubulares ou com formato de funil que coletam as ondas sonoras e levam-as para dentro do ouvido. Isto resulta num aumento da intensidade do som para o tímpano e, assim, uma melhor audição para um indivíduo com audição reduzida ou hipoacusia, fazendo deste dispositivo um precursor de aparelhos auditivos modernos.
Um dispositivo de amplificação sonora "da moda" nos tempos vitorianos, as cornetas eram feitas de folhas de ferro, prata, madeira, conchas de caracol ou chifres de animais.

## Ligações Externas
- História do surgimento dos Aparelhos Auditivos
- Hearing Aid Museum
- Phisick Medical Archives

1. ↑  EAR TRUMPET. In: CAMBRIDGE DICTIONARY. Disponível em: https://dictionary.cambridge.org/dictionary/english/ear-trumpet. Acesso em: 30 jun. 2025.